# Beyşehir
Beyşehir è una città della Turchia, centro del distretto omonimo della provincia di Konya.

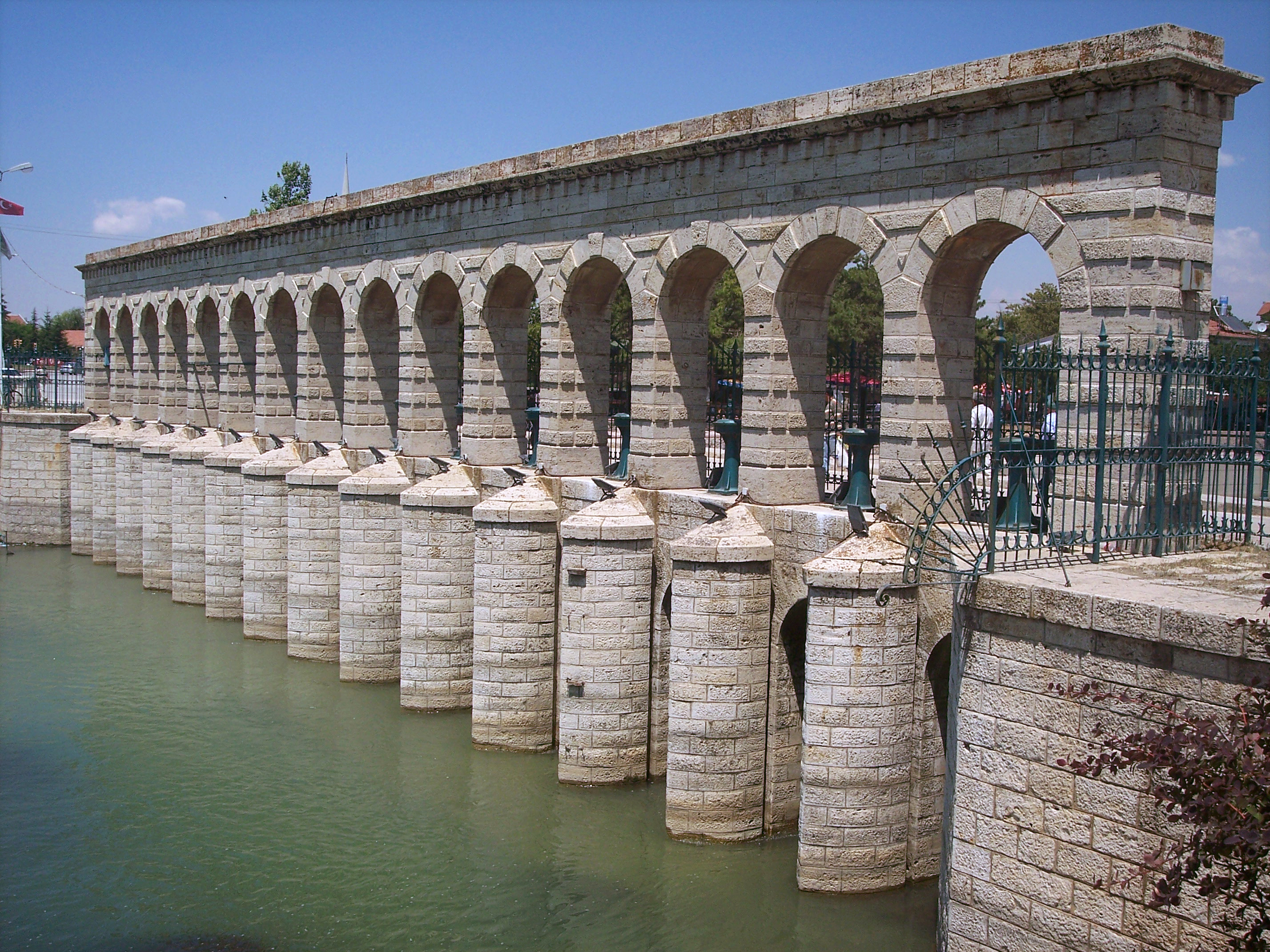
Taş Köprü ("Ponte di pietra") una diga storica regolatore del lago Beyşehir.

## Geografia fisica

### Territorio
La città si trova sulla costa sud-orientale del lago di Beyşehir ed è contrassegnata a ovest e sud-ovest da pareti ripide e dalle foreste delle montagne del Tauro, mentre una fertile pianura, un'estensione della piana del lago, si estende in direzione sud-est. Dista 90 km da Konya.

### Clima
Ha un clima continentale con inverni freddi ed estati calde. Beyşehir tende ad essere abbastanza umido tutto l'anno, più piovoso in primavera e l'estate più secco.

## Storia
Il sito ittita di Beyşehir dipendente da quello della località di Eflatunpınar, a breve distanza dalla città a nord-est, dimostra che l'Impero ittita aveva raggiunto i confini della regione, e, alla luce delle conoscenze presenti, i limiti della loro estensione a sud-ovest.
Prove evidenti sottolineano che un precedente insediamento, presunto risalente al Neolitico, si trovava anche a Eflatunpınar.
Un altro importante sito era situato nel Höyük di Erbaba, situato a 10 km a sud-ovest di Beyşehir, esplorato dagli archeologi canadesi Jacques e Louise Alpes Bordaz negli anni settanta, che portarono alla luce preziosi reperti lungo quattro strati diversi dell'insediamento.
La regione di Beyşehir corrisponde alla Pisidia nel periodo classico.
Alla posizione della città stessa, c'era con tutta probabilità una città antica, probabilmente Karallia, che era uno dei due centri urbani che circondavano il lago all'epoca.
Il centro stesso sarebbe stato rinominato in epoca bizantina.
Lo stato di desolazione della città antica nei primi decenni del XIII secolo è suggerito dal nome "Viranşehir" che i Turchi Selgiuchidi avevano dato alla città, che significa "la città desolata".
I Sultani Selgiuchidi di Rum con sede a Konya avevano tuttavia costruito una loro residenza estiva nelle vicinanze degli agglomerati situata sulla costa sud-occidentale del lago, a una distanza di 80 km dalla città di Beyşehir, e che è venuto poi per essere conosciuto come Palazzo Kubadabad.
Mentre le opere più preziose del sito di Kubadabad risalgono al Regno di Alaeddin Keykubad (1220-1237), questa era una zona di insediamento stagionale scelta da e per i Sultani già nel secolo XII.
Dopo la caduta dei Selgiuchidi, Viranşehir fu rinominata per un certo periodo come Süleymanşehir in onore di uno dei Bey della dinastia regnante della regione, gli Eşrefoğlu, che hanno reso la città la propria capitale.
Poiché il Bey di Eşrefoğlu vi dimorò, l'attuale nome di Beyşehir è stato gradualmente adottato per la città.
La grande moschea di Beyşehir, costruita dalla dinastia tra il 1296 e il 1299, chiamata anche moschea di Eşrefoğlu, è considerata uno dei capolavori del periodo intermedio dei Beilikati tra gli stili Selgiuchidi e Architettura ottomana.

## Monumenti e luoghi d'interesse
Dieci chilometri a nordovest di Beyşehir vi è il Tell (in turco Höyük) di Erbaba.
L'età del Tell è stimata a 7500 anni fa; si stima che in tal modo risalga all'Età della pietra, nel periodo neolitico.
Questo sito è stato scoperto dall'archeologo R. Soleck nel 1970 sotto la guida di Jacques e Luiesse Alpes Bordaz.
La base del sito ha un diametro di circa 80 m. A Erbaba sono stati scoperti quattro piani.
Nel piano inferiore è stato difficile trovare reperti, trovati invece al terzo piano in grande quantità.
Durante la costruzione dei blocchi in pietra, per il secondo e terzo piano sono stati utilizzati i blocchi del primo.
Le pareti sono intonacate in calcare rosso, collegate con pareti di fango pressato di più di 60 cm di spessore.
Circa 20 km a nord vi è il santuario di Eflatun Pınar presso la fonte Ittita, a 20 km a est del monumento può essere associato l'altro sito ittita di Fasıllar.
- Moschea Eşrefoğlu